# Sigita Rudėnaitė

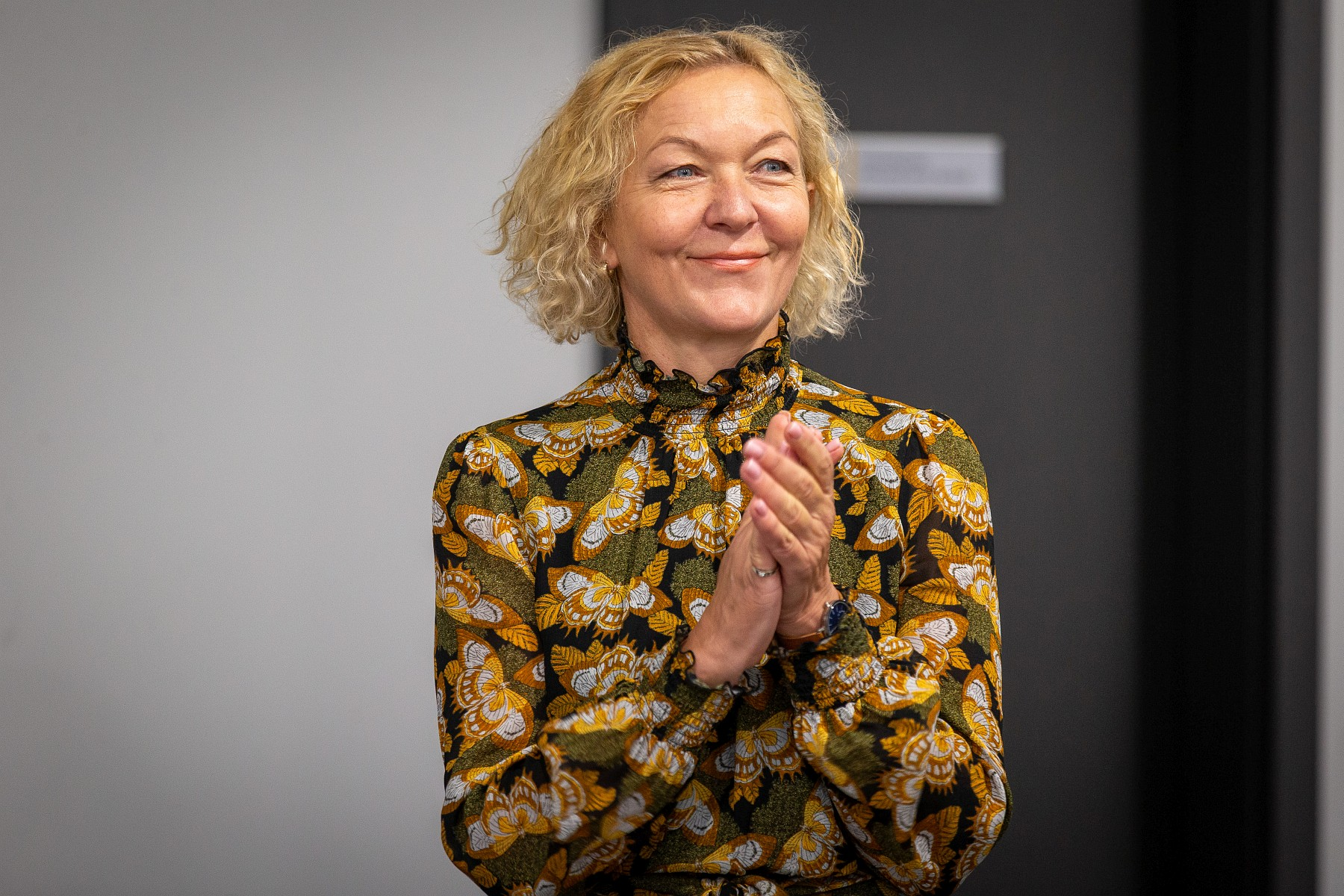
Sigita Rudėnaitė

Sigita Rudėnaitė (* 1. Juli 1964 in der Rajongemeinde Molėtai) ist eine litauische Richterin.

## Leben
Nach dem Abitur 1982 an der Mittelschule absolvierte Rudėnaitė von 1982 bis 1987 das Diplomstudium des Rechts an der Vilniaus universitetas in Vilnius und wurde Diplom-Juristin.
Von 1988 bis 1997 war sie Rechtsanwältin in Utena und von 1997 bis 1999 Richterin im Amtsgericht Utena. Von 1999 bis 2000 war sie Richterin bei Aukštesnysis administracinis teismas, von 2002 bis 2003 im Bezirksgericht Vilnius, von 2003 bis 2004 im Bezirksverwaltungsgericht Vilnius und von 2004 bis 2008 bei Lietuvos vyriausiasis administracinis teismas. Seit 2008 arbeitet sie als Richterin der Zivilsachen und seit Mai 2012 als Vorsitzende der Zivilkammer bei Lietuvos Aukščiausiasis Teismas.